# L'Asphodèle

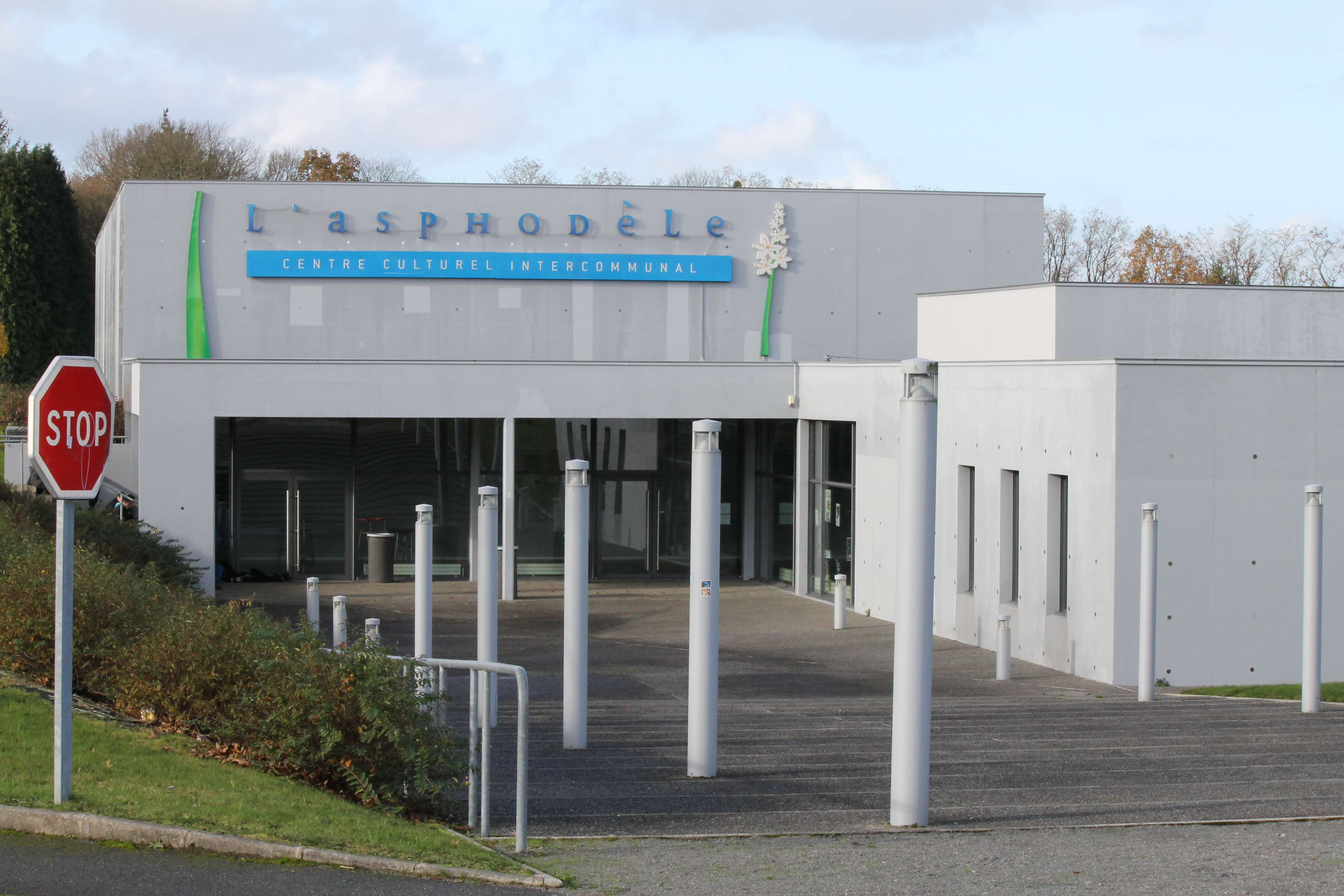
L'Asphodèle, salle de spectacle intercommunale à Questembert (Morbihan).

L'Asphodèle est une salle de spectacle à Questembert (Morbihan).

## Localisation
L'Asphodèle est située dans le quartier des Buttes à Questembert, à proximité immédiate du lycée Marcelin-Berthelot et de l'étang de Célac. Elle a été inaugurée en 2006.

## Description
L'Asphodèle a une vocation intercommunale et dessert l'ensemble de Questembert Communauté. Elle est dotée d'une grande salle pouvant accueillir près de 400 personnes assises et près de 800 debout.

## Programmation
La programmation de L'Asphodèle inclut des concerts, des spectacles de théâtre, de danse, de cirque, de contes, etc. Des rencontres culturelles traditionnelles (festoù-noz, festoù-deiz) y sont aussi organisées régulièrement, de même que des spectacles du festival Festi'Mômes.